# Lerum község
Lerum község (svédül: Lerums kommun) Svédország 290 községének egyike. 
A község mai formáját 1969-ben nyerte el, amikor Lerum egyesült Skallsjövel és Stora Lundbyval.

## Települései
A községben 6 település található:
| Település  | Népesség | Megjegyzés         |
| ---------- | -------- | ------------------ |
| Lerum      |          | a község székhelye |
| Floda      |          |                    |
| Gråbo      |          |                    |
| Norsesund  |          |                    |
| Stenkullen |          |                    |
| Tollered   |          |                    |

## Külső hivatkozások
- Hivatalos honlap